# Osiny (gmina Chodel)
Osiny – wieś w Polsce położona w województwie lubelskim, w powiecie opolskim, w gminie Chodel.
| SIMC    | Nazwa     | Rodzaj    |
| ------- | --------- | --------- |
| 0380014 | Nowa Góra | część wsi |

W latach 1975–1998 miejscowość należała administracyjnie do województwa lubelskiego.
Wieś stanowi sołectwo w gminie Chodel. Według Narodowego Spisu Powszechnego z roku 2011 wieś liczyła 187 mieszkańców.
Wierni Kościoła rzymskokatolickiego należą do parafii Trójcy Świętej i Narodzenia Najświętszej Maryi Panny w Chodlu.

## Historia
Wieś wymieniona w nocie słownika z roku 1885 jako Osiny w gminie Godów parafii Chodel.
Według spisu powszechnego z roku 1921 w Osinach naliczono 28 domów i 199 mieszkańców w tym 3 Żydów.